# Venezuela en el Campeonato Sudamericano 1967
La selección de fútbol de Venezuela debutó por primera vez en la Copa América, torneo por entonces conocido como «Campeonato Sudamericano», en su edición de 1967. Dicho certamen se realizó en Uruguay entre el 17 de enero y el 2 de febrero de ese año, y se jugó en un sistema de todos contra todos, siendo la última vez que se usó esta modalidad en esta competición.
Venezuela obtuvo la quinta posición en la tabla estadística final, su mejor posición en el certamen hasta 2011.
Venezuela clasificó al Campeonato Sudamericano 1967 luego de que fuera excluida de jugar las eliminatorias por ser la selección debutante.

## Contexto
A inicios de los años 1960, la selección de fútbol de Venezuela comenzó su etapa de profesionalización, para lo cual participó por primera vez en las eliminatorias sudamericanas para la Copa Mundial de Fútbol de 1966, a la vez que preparó su debut para el Campeonato Sudamericano, a disputarse en Montevideo.
Su partido inaugural en el certamen se pautó para el 18 de enero de 1967 ante su similar de Chile, que jugaba en condición de local. Dado que los uniformes del combinado austral eran de color rojo, y por tanto podrían confundirse con el tono borgoña que era titular de Venezuela, la selección tuvo que recurrir a unos uniformes del Peñarol que encontraron en los depósitos del Estadio Centenario.
Durante este torneo, Venezuela jugó por primera vez en toda su historia contra los seleccionados de Argentina, Chile y Paraguay.

## Participación

### Resultados

#### Chile vs. Venezuela
| 18 de enero de 1967                         | Chile          | 2:0 (2:0) | Venezuela | Estadio Centenario, Montevideo                                      |                                                                     |
|                                             | Marcos 12' 41' | Reporte   |           | Asistencia: 7000 espectadores Árbitro(s): Isidro Ramírez (Paraguay) | Asistencia: 7000 espectadores Árbitro(s): Isidro Ramírez (Paraguay) |
| Venezuela jugó con el uniforme del Peñarol. |                |           |           |                                                                     |                                                                     |

| Chile 2 | Venezuela 0 |

| CHILE:               |
| Juan Olivares        |
| Víctor Adriazola     |
| Humberto Cruz        |
| Pedro Araya          |
| Elías Figueroa       |
| Roberto Hodge        |
| Hugo Villanueva      |
| Carlos Campos 69'    |
| Rubén Marcos 12' 41' |
| Ignacio Prieto       |
| Manuel Saavedra 76'  |
| Alejandro Scopelli   |
| Cambios:             |
| Julio Gallardo 69'   |
| Osvaldo Castro 76'   |

| VENEZUELA:           |
| Vito Fassano         |
| Freddy Elie          |
| David Mota           |
| Antonio Ravelo       |
| José Vidal 50'       |
| Luis Zarzalejo       |
| Salvador Gala 48'    |
| Luis Mendoza         |
| Rafael Santana       |
| Humberto Scovino     |
| Argenis Tortolero    |
| Rafael Franco        |
| Cambios:             |
| Rafael Naranjo 48'   |
| Gustavo González 50' |

#### Uruguay vs. Venezuela
| 21 de enero de 1967 | Uruguay                              | 4:0 (2:0) | Venezuela | Estadio Centenario, Montevideo                                        |                                                                       |
|                     | Urruzmendi 5' 34' · Oyarbide 62' 68' | Reporte   |           | Asistencia: 7000 espectadores Árbitro(s): Eunápio de Queiroz (Brasil) | Asistencia: 7000 espectadores Árbitro(s): Eunápio de Queiroz (Brasil) |

| Uruguay 4 | Venezuela 0 |

| URUGUAY:               |
| Miguel Bazzano         |
| Elgar Baeza 55'        |
| Luis Alberto Varela    |
| Héctor Cincunegui      |
| Julio Montero Castillo |
| Juan Martín Mugica     |
| Jorge Oyarbide 62' 68' |
| Pedro Virgilio Rocha   |
| Héctor Salvá           |
| José Urruzmendi 5' 34' |
| Luis Alberto Vera 81'  |
| Juan Carlos Corazzo    |
| Cambios:               |
| Carlos Martínez 55'    |
| Jorge Acuña 81'        |

| VENEZUELA:                 |
| Vito Fassano               |
| Freddy Elie                |
| David Mota                 |
| Gustavo González           |
| Antonio Ravelo 72'         |
| Luis Zarzalejo             |
| Salvador Gala              |
| Luis Mendoza 56'           |
| Rafael Naranjo             |
| Rafael Santana             |
| Argenis Tortolero          |
| Rafael Franco              |
| Cambios:                   |
| Pedro Alfonso González 56' |
| José Vidal 72'             |

#### Argentina vs. Venezuela
| 25 de enero de 1967 | Argentina                                       | 5:1 (2:0) | Venezuela   | Estadio Centenario, Montevideo                               |                                                              |
|                     | Artime 18' 65' 88' · Carone 26' · Marzolini 50' | Reporte   | 72' Santana | Asistencia: 2500 espectadores Árbitro(s): Mario Gasc (Chile) | Asistencia: 2500 espectadores Árbitro(s): Mario Gasc (Chile) |

| Argentina 5 | Venezuela 1 |

| ARGENTINA:                |
| Antonio Roma              |
| David Acevedo 66'         |
| Silvio Marzolini 50'      |
| Iselín Santos Ovejero 62' |
| José Albrecht             |
| Oscar Calics              |
| Alberto González          |
| Juan Carlos Sarnari       |
| Luis Artime 18' 65' 88'   |
| Raúl Bernao               |
| Juan Carlos Carone 26'    |
| Jim López                 |
| Cambios:                  |
| Sebastián Viberti 62'     |
| Antonio Rosl 66'          |

| VENEZUELA:                 |
| Vito Fassano 46'           |
| David Mota                 |
| Luis Zarzalejo             |
| Freddy Elie                |
| Gustavo González           |
| Antonio Ravelo             |
| Luis Mendoza               |
| Rafael Naranjo             |
| Rafael Santana 72'         |
| Humberto Scovino 62'       |
| Argenis Tortolero 77'      |
| Rafael Franco              |
| Cambios:                   |
| Omar Colmenares 46'        |
| Salvador Gala 62'          |
| Pedro Alfonso González 77' |

#### Venezuela vs. Bolivia
| 28 de enero de 1967 | Venezuela                             | 3:0 (0:0) | Bolivia | Estadio Centenario, Montevideo                                 |                                                                |
|                     | Scovino 9' · Santana 64' · Ravelo 84' | Reporte   |         | Asistencia: 11 000 espectadores Árbitro(s): Mario Gasc (Chile) | Asistencia: 11 000 espectadores Árbitro(s): Mario Gasc (Chile) |

| Venezuela 3 | Bolivia 0 |

| VENEZUELA:                 |
| Omar Colmenares            |
| David Mota                 |
| Luis Zarzalejo             |
| Freddy Elie                |
| Gustavo González           |
| Rafael Naranjo             |
| Luis Mendoza               |
| Antonio Ravelo 84'         |
| Rafael Santana 67'         |
| Humberto Scovino 52' 59'   |
| Argenis Tortolero 77'      |
| Rafael Franco              |
| Cambios:                   |
| Salvador Gala 52'          |
| Pedro Alfonso González 77' |

| BOLIVIA:            |
| José Issa 56'       |
| Guery Agreda        |
| Óscar Quiroga       |
| Wilfredo Camacho    |
| Jesús Herbas        |
| Mario Zabalaga      |
| Ramiro Blacut 66'   |
| Adolfo Flores       |
| Ausberto García     |
| César Sánchez 52'   |
| Rolando Vargas      |
| Carlos Trigo        |
| Cambios:            |
| Edgar Quinteros 52' |
| Griseldo Cobo 56'   |
| Jorge Urdidínea 66' |

#### Paraguay vs. Venezuela
| 1 de febrero de 1967 | Paraguay                                                   | 5:3 (4:1) | Venezuela                             | Estadio Centenario, Montevideo                                   |                                                                  |
|                      | A. González 11' · Rojas 16' 29' · Mora 22' · R. Colmán 81' | Reporte   | 3' Mendoza · 77' Santana · 89' Ravelo | Asistencia: 1500 espectadores Árbitro(s): Enrique Marino (Chile) | Asistencia: 1500 espectadores Árbitro(s): Enrique Marino (Chile) |

| Paraguay 5 | Venezuela 3 |

| PARAGUAY:            |
| Gumersindo Judis 54' |
| Vicente Bobadilla    |
| Ramón Colmán 81'     |
| Ricardo González 61' |
| Francisco Miranda    |
| Roberto Patiño       |
| Benigno Apodaca      |
| Antonio González 11' |
| Celino Mora 22'      |
| Juan Rojas 16' 29'   |
| Arsenio Valdez 76'   |
| Benjamín Benítez     |
| Cambios:             |
| Humberto Núñez 54'   |
| Mercedes Colmán 61'  |
| Wilfrido Garay 76'   |

| VENEZUELA:           |
| Omar Colmenares 46'  |
| David Mota           |
| Luis Zarzalejo       |
| Freddy Elie          |
| Gustavo González     |
| Luis Mendoza 3'      |
| Salvador Gala        |
| Rafael Naranjo       |
| Antonio Ravelo 89'   |
| Rafael Santana 77'   |
| Argenis Tortolero    |
| Rafael Franco        |
| Cambios:             |
| Vito Fassano 46'     |
| Omar González 67'    |
| Humberto Scovino 76' |

## Estadísticas

### Goleadores
| Jugador          | Goles | PJ |
| ---------------- | ----- | -- |
| Rafael Santana   | 3     | 5  |
| Antonio Ravelo   | 2     | 5  |
| Luis Mendoza     | 1     | 5  |
| Humberto Scovino | 1     | 4  |